# Namjyalma Fossae
Le Namjyalma Fossae sono una struttura geologica della superficie di Venere.